# White Music
White Music è il primo album degli XTC, pubblicato nel 1978.

## Il disco
Disco d'esordio della band di Swindon, pubblicato il 20 gennaio 1978, raggiunge il 38º posto nelle classifiche inglesi.

Registrato in due settimane a partire dal 15 ottobre 1977 nei Manor Studios della Virgin con il produttore e ingegnere del suono John Leckie.
La maggior parte dei brani di questo primo disco sono composte attorno al 1975, con Neon Shuffle composto addirittura nel 1973, quando il gruppo ancora si chiamava The Helium Kidz. Radios in Motion originariamente si intitolava "Volcano". All Along the Watchtower è praticamente registrata dal vivo. Come "cover" alternativa gli XTC avrebbero inciso Citadel dei Rolling Stones.
Dei 17 brani registrati durante le sedute per White Music, ne sono stati usati 10. I'm Bugged e New Town Animal in a Furnished Cage sono stati presi dalle session per il 3D EP per arrivare ad un totale di 12 brani.
Brani registrati ma non pubblicati (i cosiddetti "outtake") sono: Let's Have Fun (pubblicato sulla raccolta Coat of Many Cupboards); Hang On to the Night (lato B del singolo Statue of Liberty; Traffic Light Rock (sul LP promozionale Guillotine); Refrigeration Blues (mai finito e mai pubblicato); Heatwave (pubblicato col titolo Heatwave Mark 2 Deluxe su Coat of Many Cupboards); Fireball XL5/Fireball Dub (pubblicato su Coat of Many Cupboards). Da notare che il brano Heatwave presente sulla versione CD di White Music non proviene dalle sedute di registrazione per White Music.

La band vorrebbe intitolarlo Black Music, in riferimento all'umorismo inglese, ma la casa discografica decide che potrebbe creare dei problemi data la tensione razziale del periodo in Inghilterra, e chiede di cambiargli titolo. Da qui la decisione di intitolarlo White Music, in riferimento al rumore bianco; purtroppo l'effetto raggiunto è proprio l'opposto, e viene interpretato come un segno di tendenza alla supremazia bianca.

La copertina originale inglese ha il titolo stampato in bianco opaco sullo sfondo bianco lucido, rendendo il titolo pressoché invisibile. Alcune edizioni di altri paesi hanno maggiore contrasto tra la scritta e lo sfondo per rendere un po' più leggibile il titolo.
Sulla copertina delle copie italiane del disco la casa discografica aggiunge la scritta “punk”, con l'evidente intenzione di cavalcare l'onda musicale del momento.

Le canzoni di questo disco sono semplici, dissonanti; i testi parlano di noia, grandi bevute, il sesso e lo spazio siderale.

Con l'avvento del CD il disco viene ripubblicato con l'aggiunta di sette brani tratti dai singoli. Nel 2001 il CD è rimasterizzato a 24 bit con gli stessi brani ma con un differente ordine di esecuzione (i brani aggiuntivi sono spostati alla fine del CD).

## Formazione
- Andy Partridge - chitarra e voce
- Colin Moulding - basso e voce
- Barry Andrews - tastiere
- Terry Chambers - batteria

## Tracce
Lato A
1. Radios in Motion (Andy Partridge) - 2:54
2. X Wires (Colin Moulding) - 2:06
3. This Is Pop? (Partridge) - 2:41
4. Do What You Do (Moulding) - 1:16
5. Statue of Liberty (Partridge) - 2:55
6. All Along the Watchtower (Bob Dylan) - 5:43

Lato B
1. Into the Atom Age (Partridge) – 2:32
2. I'll Set Myself on Fire (Moulding) – 3:04
3. I'm Bugged (Partridge) – 3:59
4. New Town Animal in a Furnished Cage (Partridge) – 1:53
5. Spinning Top (Partridge) – 2:40
6. Neon Shuffle (Partridge) – 4:37

CD bonus tracks
1. Science Friction (Partridge) – 3:13
2. She's So Square (Partridge) – 3:06
3. Dance Band (Moulding) – 2:41
4. Hang on to the Night (Partridge) – 2:09
5. Heatwave (Moulding) – 2:12
6. Traffic Light Rock (Partridge) – 1:40
7. Instant Tunes (Moulding) – 2:34